# Ил-18 (1946)
Ил-18 образца 1946 года — советский опытный многоместный дальний четырёхмоторный авиалайнер с гермокабиной большого объёма. Спроектирован ОКБ С. В. Ильюшина и построен после Второй мировой войны в течение 1945 года. Новый самолёт должен был обеспечить перевозку 60—65 пассажиров на расстояние до 5000 км с крейсерской скоростью 450 км/ч и эксплуатироваться совместно с парком самолётов Ли-2 и Ил-12. Первоначально на самолёт планировалось установить четыре мощных авиационных дизеля АЧ-72 А. Д. Чаромского. Фактически на самолёт были установлены двигатели АШ-73 без наддува. Хотя сам самолёт получился удачным, его двигатели — АШ-73TK А. Д. Швецова ещё не были доведены ввиду беспрецедентной сложности системы наддува и были недостаточно надёжными для использования в гражданской авиации. В итоге эти двигатели и были применены для бомбардировщика Ту-4, а работы по самолёту Ил-18 были временно приостановлены в 1948 году.
Первый полёт выполнен 17 августа 1946 года экипажем во главе с лётчиком-испытателем Владимиром Коккинаки.

3 августа 1947 г. опытный самолёт Ил-18 принял участие в воздушном параде в Тушино во главе колонны пассажирских самолётов Ил-12.

В дальнейшем эта машина эксплуатировалась до 1950 года, но в серию не пошла. Опыт проектирования, постройки и лётных испытаний поршневого самолёта Ил-18 был использован при создании одноимённого самолёта Ил-18 с турбовинтовыми двигателями.

## Разработка
Ил-18 разрабатывался для «Аэрофлота», который планировал использовать его как дальнемагистральный самолёт для внутренних и международных рейсов. Он был запланирован как низкоплан с четырьмя дизельными двигателями. Для увеличения максимальной скорости и улучшения аэродинамики аэродинамическое качество было доведено до 12. Для взлёта требовалась грунтовая взлётно-посадочная полоса длиной менее 1 км. Колёса основных стоек шасси имели диаметр больше обычного[какого?] для преодоления небольших неровностей. Предполагался герметичный фюзеляж с багажным отделением в конфигурации от 27 спальных мест до 77 сидячих мест. Большое внимание было уделено проектированию фюзеляжа с пассажирской гермокабиной. На главной палубе размещались гардероб, буфет, три туалета, пассажирские кресла по пять в ряд (три справа и два слева). Под полом гермокабины находилось два грузовых отсека с люками в полу, рассчитанные на механизированную погрузку.
Прежде чем Ил-18 выполнил свой первый полёт, его двигатели были заменены на АШ-73TK (2400 л. с.). Они приводили в движение 4-лопастные регулируемые винты AВ-16НМ-95 двойного действия. Электро-тепловые противообледенительные устройства были установлены на передней кромке крыла, вертикального и горизонтального оперения. От обледенения были также защищены окна кабины и винты самолёта. Система наддува обеспечивала нормальное давление[какое?] и температуру в кабине вплоть до максимальной высоты полёта.

## Лётно-технические характеристики
Источник данных: Шавров В. Б. «Уголок неба». - 1988.

Технические характеристики
- Экипаж: 6 человек
- Пассажировместимость: 66 пассажиров
- Грузоподъёмность: до 7600 кг
- Длина: 29,86 м
- Размах крыла: 41,1 м
- Высота: 9,4 м
- Площадь крыла: 140,0 м²
- Масса пустого: 28 490 кг
- Масса снаряжённого: 35 000 кг
- Нормальная взлётная масса: 42 500 кг
- Максимальная взлётная масса: 47 500 кг
- Масса топлива во внутренних баках: 7500 кг
- Силовая установка: 4 × воздушного охлаждения АШ-73
- Мощность двигателей: 4 × 2300 л.с. (4 × 1692 кВт)
- Воздушный винт: четырёхлопастной AВ-16НМ-9

Лётные характеристики
- Максимальная скорость:  
  - у земли: 588 км/ч
  - на высоте: 565 км/ч на 9000 м (расч.)
- Крейсерская скорость: 450 км/ч
- Посадочная скорость: 170 км/ч
- Практическая дальность: 2800 км
- Практический потолок: 9000 м
- Скороподъёмность: 10,4 м/с
- Время набора высоты: 5000 м за 8 мин.
- Нагрузка на крыло: 304 кг/м²
- Тяговооружённость: 160 Вт/кг (4,6 кг/л.с.)